# Mathias Wölfl
Mathias Wölfl (Monaco di Baviera, 20 aprile 1984) è un ex sciatore alpino e sciatore freestyle tedesco.

## Biografia
Wölfl iniziò la sua carriera nello sci alpino: attivo in gare FIS dal novembre del 1999, esordì in Coppa Europa il 9 gennaio 2005 a Bad Kleinkirchheim in discesa libera (57º) e in Coppa del Mondo il 15 dicembre 2006 in Val Gardena in supergigante, senza completare la prova. Nel massimo circuito internazionale ottenne il miglior piazzamento il 23 febbraio 2007 a Garmisch-Partenkirchen in discesa libera (51º) e prese per l'ultima volta il via il giorno successivo nelle medesime località e specialità, senza completare la prova; la sua ultima gara nella disciplina fu un supergigante FIS disputato il 28 febbraio 2008 a Innerkrems, non completato da Wölfl.
Dalla stagione 2008-2009 si dedicò al freestyle, specialità ski cross: debuttò nella disciplina in occasione della gara di Coppa Europa disputata il 21 dicembre a Grasgehren (4º) ed esordì in Coppa del Mondo  il 5 gennaio a Sankt Johann in Tirol (28º). Il 19 marzo 2010 ottenne a Val Thorens l'unico podio in Coppa Europa (3º) e il 26 febbraio 2012 il miglior piazzamento in Coppa del Mondo, a Bischofswiesen/Götschen (11º). Si ritirò al termine della stagione 2011-2012: disputò l'ultima gara in Coppa del Mondo il 10 marzo a Grindelwald (32º), mentre la sua ultima gara in carriera fu quella dei Campionati tedeschi 2012, disputata il 25 marzo a Obermaiselstein e chiusa da Wölfl al 25º posto. Non prese parte a rassegne Giochi olimpici invernali o iridate, né nello sci alpino né nel freestyle.

## Palmarès

### Sci alpino

#### Campionati tedeschi
- 2 medaglie:
  - 2 bronzi (supergigante, slalom gigante nel 2007)

### Freestyle

#### Coppa del Mondo
- Miglior piazzamento in classifica generale: 91º nel 2011
- Miglior piazzamento nella classifica della Coppa del Mondo di ski cross: 28º nel 2011

#### Coppa Europa
- Miglior piazzamento nella classifica di ski cross: 10º nel 2010
- 1 podio:
  - 1 terzo posto